# Kai Pahlman
Kai Pahlman (né le 8 juillet 1935 à Helsinki en Finlande - 8 mars 2013 à Helsinki) est un joueur de football international et entraîneur finlandais, qui évoluait au poste d'attaquant.

## Palmarès
- Championnat de Finlande : 1957, 1970, 1973 (en tant qu'entraîneur)
- Meilleur buteur du Championnat de Finlande : 1958, 1961, 1965
- Coupe de Finlande : 1962, 1966, 1971
- Footballeur finlandais de l'année : 1958